# 지쿠사촌 (효고현)
지쿠사촌(千草村)은 효고현 쓰나군에 설치되었던 촌이다. 현재의 스모토시 지쿠사에 해당한다.

## 역사
- 1889년 4월 1일 - 정촌제 시행에 의해 쓰나군 지쿠사촌이 설치되었다.
- 1918년 4월 1일 - 스모토정에 편입해, 동일 지쿠사촌은 폐지되었다.

## 참고문헌
- 가도카와 일본지명대사전 28 효고현